# Manglares de Manabí
Los manglares de Manabí (NT1418) son una ecorregión de la costa del Pacífico de Ecuador. Los manglares cumplen importantes funciones en la ecología marina y terrestre. Se han visto gravemente degradados y fragmentados, sobre todo en la región norte. La construcción de criaderos de camarones causó muchos daños en el pasado. La sedimentación causada por el sobrepastoreo en las tierras altas es un problema, al igual que las actividades humanas como la construcción de puertos y carreteras, la urbanización, la eliminación de residuos, etc.

## Geografía

### Ubicación
Los manglares se encuentran a lo largo de la costa de Ecuador y cubren un área de 400 millas cuadradas (1.000 km²). Hay dos subregiones. La subregión de Cojimíes, en la provincia de Esmeraldas, se encuentra entre el río Muisne al norte y la ciudad de Pedernales al sur. Hace la transición hacia la ecorregión de los bosques húmedos del Ecuador occidental al este. Contiene una sección alrededor de Muisne que bordea la Ensenada de Mompiche, y más al sur una sección más grande de manglares alrededor del estuario del río Mache en la frontera entre las provincias de Esmeraldas y Manabí.
Más al sur, la subregión de Chone, en la provincia de Manabí, se encuentra entre la ciudad de Bahía de Caráquez y el río Chone, al norte, y el río Portoviejo, al sur. Los manglares hacen la transición hacia la ecorregión de los bosques secos ecuatorianos al este. La subregión incluye una sección de manglares alrededor del estuario del río Chone, y más al sur una sección que se extiende hacia el interior desde la costa hasta el sur de San Clemente a lo largo de la llanura de inundación del río Portoviejo.

### Relieve
El nivel de las mareas fluctúa mucho. El suelo es pantanoso e inestable, con complejas estructuras leñosas. Los paisajes incluyen deltas, estuarios, lagos y plataformas carbonatadas. Algunas zonas tienen una alta sedimentación y, por lo tanto, una línea de costa baja, poca energía de las olas y menos estuarios. Los principales ríos de la subregión de Cojimíes son el río Muisne, con un caudal de 22 metros cúbicos por segundo, y el río Cojimíes. El principal río de la subregión de Chone es el río Chone, que proporciona 31 metros cúbicos por segundo.

### Clima
La precipitación media anual es de 1.410 milímetros en la subregión de Cojimíes y de 501 milímetros en la subregión de Chone. La región está fuertemente influenciada por la corriente fría y seca de Humboldt, procedente del sur, que se encuentra con las corrientes cálidas de El Niño en la Zona de Convergencia Intertropical. El resultado es un clima en el que las temperaturas fluctúan considerablemente y en ocasiones descienden por debajo del punto de congelación.

## Ecología
La ecorregión se encuentra en el ámbito neotropical, en el bioma de los manglares. Forma parte de los Manglares de la Bahía de Panamá, una ecorregión global, que está formada por los manglares del Golfo de Panamá, los manglares de Esmeraldas-Colombia Pacífico, los manglares de Manabí y los manglares del Golfo de Guayaquil-Tumbes. Los complejos bosques de manglares protegen la costa de las marejadas y los vientos, eliminan la sal de las brisas marinas y albergan una rica variedad de fauna marina y de agua dulce. El Niño perturba periódicamente el medio ambiente.

### Flora
Los manglares crecen en formaciones de borde, franja y costa. Hay relativamente pocas especies de flora. En las zonas más húmedas, donde hay poca sedimentación, las principales especies son el mangle negro (Avicennia germinans), el mangle rojo (Rhizophora mangle) y el mangle caballero (Rhizophora harrisonii). Más al interior, otras especies son el mangle botón (Conocarpus erectus), el mangle blanco (Laguncularia racemosa) y el mangle de té (Pelliciera rhizophorae). Los manglares también albergan algas rojas y epífitas como Orchidaceaes, Bromeliaceae, cactus y musgos. El mangle de té (Pelliciera rhizophorae) es endémico de la subregión de Chone.

### Fauna
Los manglares no tienen altos niveles de endemismo, pero en cualquier zona tienen muchas especies diferentes. Son el hábitat de mamíferos, aves, reptiles, moluscos, crustáceos y peces. Los detritus de los manglares son convertidos en proteínas por organismos microscópicos, por gusanos como nematodos, poliquetos y oligoquetos, y por anfípodos, bivalvos y gasterópodos. Los peces y los camarones migran a través de los manglares durante sus ciclos reproductivos. Los peces que se alimentan de detritus orgánicos proporcionan a su vez alimento a carnívoros terrestres y acuáticos de mayor tamaño. Hay muchos peces del género Mugil y muchos crustáceos de la familia Penaeidae.
Los mamíferos y las aves se desplazan entre los manglares y la tierra firme, y de una parcela de manglares a otra a lo largo de la costa. Entre los mamíferos destacan el mapache cangrejero (Procyon cancrivorus), el jaguar (Panthera onca), el aullador de manto (Alouatta palliata) y el capuchino de cabeza blanca (Cebus capucinus). Entre los reptiles destaca la iguana verde (Iguana iguana). Hay 42 especies de aves, entre ellas la paloma Columbina, el pelícano pardo (Pelecanus occidentalis) y la fragata magnífica (Fregata magnificens). El pinzón de manglar (Camarhynchus heliobates) está en grave peligro de extinción.

## Estado de conservación
El Fondo Mundial para la Naturaleza otorga a la ecorregión el estatus de "crítica/en peligro". El 38% de las dos subregiones de manglares se encuentra en estado crítico y sufre altos niveles de fragmentación. En 1985, el gobierno prohibió la construcción de piscifactorías de camarones en los manglares o cerca de ellos. Sin embargo, el desarrollo de piscifactorías de camarones y la conversión de tierras en pastos en las zonas adyacentes han afectado a los manglares de la subregión de Cojimíes. La sedimentación en los ríos debido al sobrepastoreo en las tierras altas es un problema en la subregión de Chone. Otros impactos provienen de la urbanización, la construcción de carreteras y puertos, las obras de drenaje y los residuos.
Los manglares de la subregión de Cojimíes están muy fragmentados. En 1999 se había perdido una superficie de 1.162 hectáreas de los manglares originales, mientras que los criaderos de camarones cubrían 668 hectáreas. Sin embargo, en la subregión de Chone los manglares se habían expandido en 903 hectáreas (2.230 acres) y las granjas camaroneras habían reducido su tamaño en 285 hectáreas (700 acres). Esto puede deberse, en parte, al aumento de la sedimentación asociado a las granjas de camarones, que crea más aguas poco profundas para ser colonizadas por los manglares.
Aunque el Sistema Nacional de Áreas Protegidas de 1989 declaró prioritarios los manglares de Manabí, no están cubiertos por ninguna área protegida. Algunas ONG trabajan en la investigación y la mejora de la gestión medioambiental. La Estación Biomarina de Congal es una reserva de 210 hectáreas (520 acres) gestionada por una organización privada sin ánimo de lucro junto al estuario del río Muisne que protege los humedales de manglares. Los manglares se habían visto muy afectados por la acuicultura y la sobreexplotación de los recursos naturales. Muchas personas dependían de los criaderos de camarones y perdieron su sustento cuando una enfermedad viral exótica destruyó los camarones. La estación intenta desarrollar un uso sostenible de los recursos de la reserva basado en la comunidad.